# Scout24 Schweiz
Scout24 Schweiz AG war ein Schweizer Netzwerk von Online-Marktplätzen in den Bereichen
Personenkraftwagen und Motorräder, Immobilien, Finanz- und Versicherungsprodukte und Kleinanzeigen. Die Scout24 Schweiz AG befand sich im Besitz der Ringier AG (50 %) und des Schweizer Versicherungskonzerns Die Mobiliar (50 %). Infolge der Fusion zur SMG Swiss Marketplace Group AG wurde die Scout24 Schweiz AG gelöscht. Die Scout24 Schweiz AG hatte ihren Sitz in Flamatt (FR) und beschäftigte ca. 500 Mitarbeiter an fünf Standorten.

## Geschichte
Der Ursprung des Unternehmens geht auf die 1995 durch Daniel Grossen gegründete Xmedia AG zurück. Im Jahr 1996 entstand daraus AutoScout24, der erste Online-Marktplatz des Scout24-Netzwerks. Ein Jahr später wurde das Geschäftsmodell von AutoScout24 im Immobilienbereich übernommen und der Online-Marktplatz ImmoScout24 lanciert.
Im Jahr 2000 entstand die Scout24 Schweiz AG. Ihr angegliedert waren zu jener Zeit die Online-Marktplätze AutoScout24 und ImmoScout24. Scout24 wurde kurze Zeit später mit der Plattform JobScout24 ausgeweitet. Im Jahre 2004 ging der von der Beisheim Holding gehaltene Anteil an Scout24 an den Deutschen-Telekom-Konzern über. 2006 wurde eine Plattform für den Handel mit Motorrädern lanciert sowie im Jahr darauf das in Lausanne gegründete Kleinanzeigen-Portal Anibis übernommen.
Eine weitere bedeutende Eigentumsverschiebung folgte im Februar 2007, als die Xmedia von der Media Swiss übernommen wurde. Mit der Übernahme von 80 Prozent der Media Swiss Group durch den Ringier-Konzern, ging auch der 49,9-prozentige Anteil an Scout24 an den Ringier-Konzern über. Anfang April desselben Jahres gab Daniel Grossen die Unternehmensführung ab und der bisherige kommerzielle Direktor, Olivier Rihs wurde neuer CEO. Ende Januar 2012 wurde die Media Swiss Group zur Holding umstrukturiert und per Ende Juni des gleichen Jahres in Ringier Digital AG umfirmiert. Ab diesem Zeitpunkt bündelte der Ringier-Konzern seine digitalen Aktivitäten unter dem Dach von Ringier Digital.
Im Januar 2014 kaufte die Ringier Digital AG von der Scout24 Holding GmbH in München sämtliche Restanteile der Schweizer Scout24-Gesellschaften und war während eines halben Jahres Alleinaktionärin der Schweizer Scout24-Marktplätze. Im August 2014 ging Ringier mit KKR, einem weltweit führenden Investor, eine weitreichende Partnerschaft ein. KKR besass 44 % der Anteile. Per Ende September 2015 erfolgte die Integration von JobScout24 in die von Ringier und Tamedia gemeinsam betriebene Firma JobCloud AG. Im Frühjahr 2016 hat Die Mobiliar die Anteile von KKR und weiteren Investoren erworben und besitzt nun 50 % der Anteile der Scout24 Schweiz AG. Ab Mai 2018 übernahm der von eBookers und Thomas Cook kommende Franzose Gilles Despas als CEO die Leitung des Unternehmens.
Ende August 2021 verkündeten die TX Group und Scout24 Schweiz, ihre Online-Marktplätze in ein gemeinsames Unternehmen zusammenzuführen. Die TX Group bringt ihre TX Markets-Plattformen Ricardo, tutti.ch, Homegate und Car For You ein, Scout24 Schweiz ihre Plattformen ImmoScout24, AutoScout24, MotoScout24, FinanceScout24 und anibis.ch. An dem neuen Unternehmen werde die TX Group AG 31 Prozent, die Ringier AG und die Mobiliar als bisherige gemeinsame Eigentümer von Scout24 Schweiz jeweils 29,5 Prozent und der Wachstumsinvestor General Atlantic 10 Prozent der Anteile halten. Die vier Aktionäre verfügen über jeweils 25 Prozent der Stimmrechte. Mit der Zusammenlegung entstehe eines der grössten Digitalunternehmen der Schweiz, führend in den Bereichen Immobilien, Fahrzeuge, Finanzdienstleistungen und General Marketplaces. Mittelfristig werde ein Börsengang angestrebt. Infolge der Fusion zur SMG Swiss Marketplace Group AG wurde die Scout24 Schweiz AG gelöscht.

## Marktplätze

### AutoScout24
AutoScout24 ist der grösste und meistbesuchte Online-Marktplatz für Fahrzeuge der Schweiz. Rund 96 Prozent aller Schweizer Garagisten sind Kunden von AutoScout24. Zusätzlich zum Kerngeschäft publiziert AutoScout24 redaktionelle Inhalte rund um automobile Themen.

### MotoScout24
MotoScout24 ist der meistbesuchte Online-Marktplatz für Motorräder in der Schweiz. Seit seiner Gründung verzeichnet das Portal zweistellige Zuwachsraten punkto Besucher und Anzahl der Angebote. Bei MotoScout24 richtet sich das Angebot, im Gegensatz zu anderen professionellen Online-Marktplätzen, an Private ebenso wie an Händler von Motorrädern und Zubehör.

### ImmoScout24
ImmoScout24 Schweiz ist ein Schweizer Online-Marktplatz für Wohn- und Gewerbeliegenschaften („Immobilienportal“) in der Schweiz. Neben den Insertionsmöglichkeiten bietet ImmoScout24 seiner Kundschaft auch einen Ratgeber um Themen wie Miete, Umzug, Bauen, Eigentümer, Energie, Garten und Wohnungseinrichtung.

### FinanceScout24

FinanceScout24 wurde im November 2020 als Transaktionsplattform für Finanz- und Versicherungsprodukte lanciert. Mit einem Netzwerk von Partnern und mittels hauseigenen Beratern bietet FinanceScout24 seiner Kundschaft den Vergleich und Abschluss von Versicherungen und Krediten.

### anibis.ch
anibis.ch ist die grösste kostenlose Kleinanzeigenplattform der Schweiz.

### Scout24 Media Impact
Scout24 Media Impact vermarktet die digitale Werbung auf den Online-Plattformen der Scout24 Schweiz AG und erstellt individuelle digitale Werbekonzepte.